# Willman 1
Willman 1 ou SDSS J1049+5103 é um grande aglomerado globular ou uma galáxia anã de massa ultra-baixa. Está nomeado assim após Beth Willman, da Universidade de Nova Iorque, descobri-lo baseada nos dados do Sloan Digital Sky Survey. A partir de 2006, é a terceira galáxia mais fraca conhecida, após a Anã de Boötes e a Anã da Ursa Maior, 200 vezes mais fraca que a próxima. A galáxia é uma satélite da Via Láctea; ~ 120.000 anos-luz de distância. Ela tem uma magnitude absoluta de -2,5. A função de luminosidade varia entre o centro e as extremidades que sugerem segregação de massa semelhante à encontrada em Palomar 5.